# Poker d'as
Pour les articles homonymes, voir Poker d'as (homonymie).
Le poker d'as est un jeu de société se jouant avec 5 dés à 6 faces représentant les valeurs des 6 plus hautes cartes des jeux de cartes traditionnels occidentaux (as, roi, dame, valet, 10 et 9).
Le nom « poker d'as » en français vient de celui de la meilleure combinaison possible (5 dés montrant un as). En anglais, il est appelé poker dice (dé de poker).

## Règles

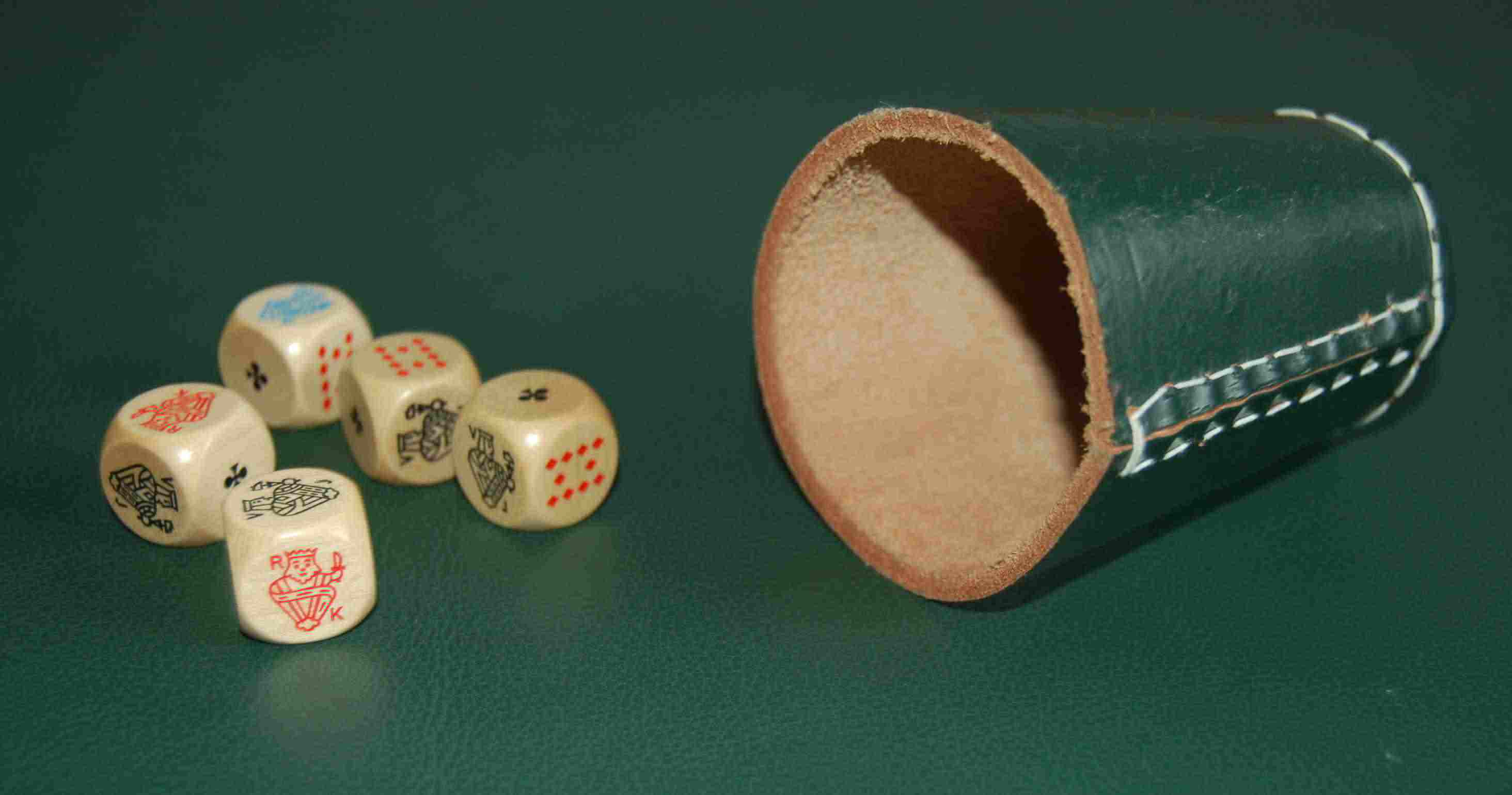
Gobelet et dés pour poker d'as.

Le but de ce jeu est d'obtenir, à la fin du tour de l'ensemble des joueurs, la main avec la meilleure combinaison.
Il est possible de relancer les dés jusqu'à deux fois, en intégralité ou seulement quelques-uns.
Au troisième lancer, on peut décider de reprendre ceux mis de côté préalablement.
Il existe de nombreuses variantes de jeu, comme celle du Poker menteur.

### Combinaisons
Les combinaisons possibles sont celles du poker, avec quelques variantes dues à la nature des dés (par exemple, il n'y a pas de « couleur »). De la plus faible à la plus forte (sachant qu'une paire de rois sera plus forte qu'une paire de 10 par exemple) :
- Paire
- Double paire
- Petite suite (4 dés se suivent)
- Brelan (3 dés identiques)
- Full ou main pleine (3 dés identiques + 2 dés identiques)
- Grande suite (5 dés se suivent)
- Carré (4 dés identiques)
- Poker (5 dés identiques), qui n'existe pas au poker classique

On peut aussi choisir d'utiliser l'as comme un joker, mais les combinaisons « pures » seront toujours supérieures à celle avec un joker.

## Source
- regles-de-jeux.com